# Adenta East

Adenta East är en ort i södra Ghana, belägen norr om Accra. Den är huvudort för distriktet Adentan, som tillhör regionen Storaccra, och folkmängden uppgick till 13 788 invånare vid folkräkningen 2010.